# Goethalsmolen
De Goethalsmolen, ook Molen D'Hondt-Goethals genoemd, is een stellingmolen in Wakken, een deelgemeente van de Belgische gemeente Dentergem. De molen bevindt zich aan Molenstraat 20.
Deze ronde stenen molen van het type stellingmolen fungeerde als korenmolen en oliemolen.

## Geschiedenis
In 1787 werd op deze plaats een standerdmolen opgericht. Zeker al in 1810 was deze vervangen door een stenen molen van het type grondzeiler die toen al als koren- en oliemolen dienst deed. In 1834 was deze molen al verhoogd tot een stellingmolen die zeven verdiepingen telde: gelijkvloers en zes zolders, De eerste zolder werd bij het gelijkvloers getrokken, voorts de graanzolder, de meelzolder, de steenzolder, de luizolder en de kapzolder.
In 1881 werd een stoommachine geïnstalleerd. Het wiekenkruis en de kap werden verwijderd. In 1908 werd een nieuwe stommachine geplaatst. Tot in de jaren '50 van de 20e eeuw was de maalderij nog in bedrijf, nu met een elektromotor.
Vanaf 1994 werden instandhoudingswerken aan de romp uitgevoerd en in 2002 werd de molen als monument geklasseerd. Vanaf 2011 werd de molen gerestaureerd. In 2012 werden kap en wiekenkruis geplaatst. Ook de stelling werd weer aangebracht en de molen werd opnieuw in maalvaardige toestand gebracht.
- Inventaris van het Bouwkundig Erfgoed (Vlaanderen): 84577